# پیوئا (یوتا)
پیوئا (به انگلیسی: Peoa) یک منطقهٔ مسکونی در ایالات متحده آمریکا است که در شهرستان سامیت، یوتا واقع شده‌است. پیوئا۲۵۳ نفر جمعیت دارد و ۱٬۹۲۳٫۹۲ متر بالاتر از سطح دریا واقع شده‌است.